# S-блок (информатика)
S-блок (или блок подстановок, англ. s-box от substitution-box) — функция в коде программы или аппаратная система, принимающая на входе n бит, преобразующая их по определённому алгоритму и возвращающая на выходе m бит. n и m не обязательно равны.
S-блоки используются в блочных шифрах.
В электронике можно непосредственно применять схему, приведённую на рисунке. В программировании же создают таблицы замен (подстановочные таблицы, таблицы подстановок). Оба этих подхода являются эквивалентными, то есть данные, зашифрованные на компьютере, можно расшифровать на электронном устройстве и наоборот.
S-блок называется идеальным (англ. perfect s‑box), если значения выходных бит вычисляются бент-функцией на основе значений входных бит и любая линейная комбинация выходных бит является бент-функцией от входных бит.

## Программная реализация
Программная реализация s‑блока работает следующим образом:
- читается значение на входе (аргумент функции);
- выполняется поиск прочитанного значения по таблице;
- по определённому правилу выбирается ячейка таблицы; из ячейки читается выходное значение; выходное значение возвращается из функции.

Используемая таблица называется «таблицей замен» или «таблицей подстановок». Таблица может:
- быть неизменной (фиксированной) (англ. static);
- генерироваться на основе ключа (англ. dynamic).

Например, для шифра (алгоритма) DES используется фиксированная таблица, а для шифров Blowfish и Twofish таблица создаётся на основе ключа.

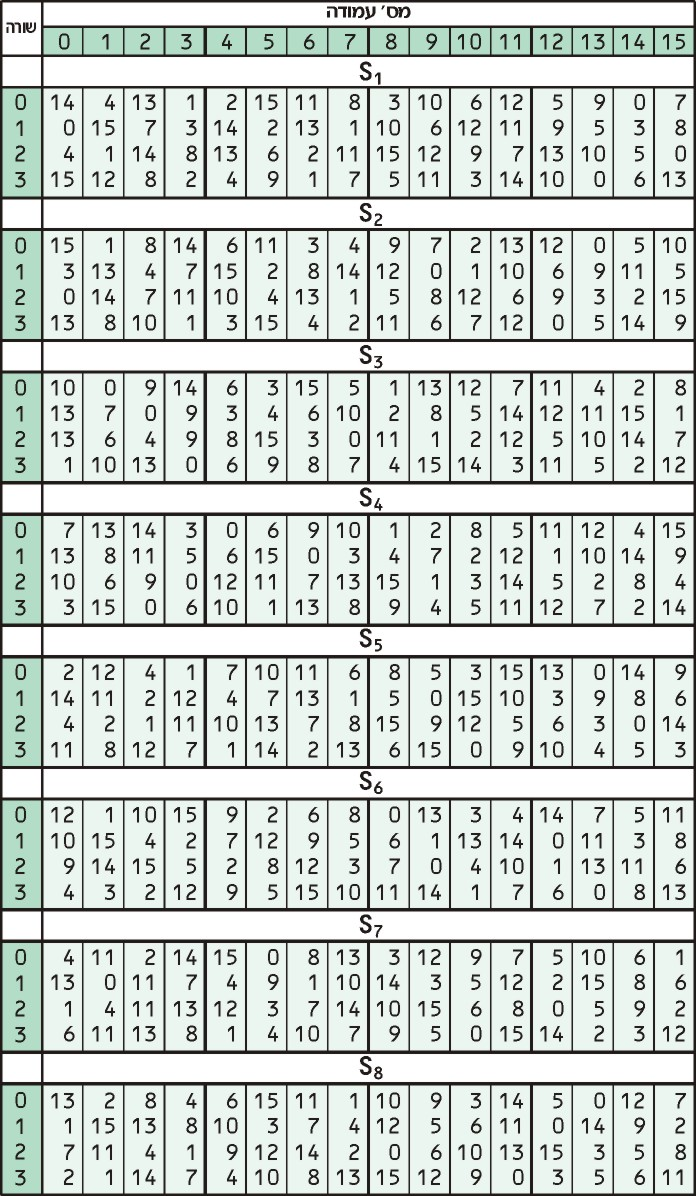
Таблицы замен s‑блоков шифра DES

Пример. Рассмотрим работу с таблицей пятого s‑блока ({\displaystyle S_{5}}) шифра DES. Пятый s‑блок принимает на входе 6 бит ({\displaystyle n=6}), а на выходе возвращает 4 бита ({\displaystyle m=4}). Пронумеруем входные биты слева направо от 1 до 6. Таблица подстановок имеет следующий вид:
| S5                                | S5 | Значения 2‑го, 3‑го, 4‑го и 5‑го бит на входе | Значения 2‑го, 3‑го, 4‑го и 5‑го бит на входе | Значения 2‑го, 3‑го, 4‑го и 5‑го бит на входе | Значения 2‑го, 3‑го, 4‑го и 5‑го бит на входе | Значения 2‑го, 3‑го, 4‑го и 5‑го бит на входе | Значения 2‑го, 3‑го, 4‑го и 5‑го бит на входе | Значения 2‑го, 3‑го, 4‑го и 5‑го бит на входе | Значения 2‑го, 3‑го, 4‑го и 5‑го бит на входе | Значения 2‑го, 3‑го, 4‑го и 5‑го бит на входе | Значения 2‑го, 3‑го, 4‑го и 5‑го бит на входе | Значения 2‑го, 3‑го, 4‑го и 5‑го бит на входе | Значения 2‑го, 3‑го, 4‑го и 5‑го бит на входе | Значения 2‑го, 3‑го, 4‑го и 5‑го бит на входе | Значения 2‑го, 3‑го, 4‑го и 5‑го бит на входе | Значения 2‑го, 3‑го, 4‑го и 5‑го бит на входе | Значения 2‑го, 3‑го, 4‑го и 5‑го бит на входе |
| S5                                | S5 | 0000                                          | 0001                                          | 0010                                          | 0011                                          | 0100                                          | 0101                                          | 0110                                          | 0111                                          | 1000                                          | 1001                                          | 1010                                          | 1011                                          | 1100                                          | 1101                                          | 1110                                          | 1111                                          |
| --------------------------------- | -- | --------------------------------------------- | --------------------------------------------- | --------------------------------------------- | --------------------------------------------- | --------------------------------------------- | --------------------------------------------- | --------------------------------------------- | --------------------------------------------- | --------------------------------------------- | --------------------------------------------- | --------------------------------------------- | --------------------------------------------- | --------------------------------------------- | --------------------------------------------- | --------------------------------------------- | --------------------------------------------- |
| Значения 1‑го и 6‑го бит на входе | 00 | 0010                                          | 1100                                          | 0100                                          | 0001                                          | 0111                                          | 1010                                          | 1011                                          | 0110                                          | 1000                                          | 0101                                          | 0011                                          | 1111                                          | 1101                                          | 0000                                          | 1110                                          | 1001                                          |
| Значения 1‑го и 6‑го бит на входе | 01 | 1110                                          | 1011                                          | 0010                                          | 1100                                          | 0100                                          | 0111                                          | 1101                                          | 0001                                          | 0101                                          | 0000                                          | 1111                                          | 1010                                          | 0011                                          | 1001                                          | 1000                                          | 0110                                          |
| Значения 1‑го и 6‑го бит на входе | 10 | 0100                                          | 0010                                          | 0001                                          | 1011                                          | 1010                                          | 1101                                          | 0111                                          | 1000                                          | 1111                                          | 1001                                          | 1100                                          | 0101                                          | 0110                                          | 0011                                          | 0000                                          | 1110                                          |
| Значения 1‑го и 6‑го бит на входе | 11 | 1011                                          | 1000                                          | 1100                                          | 0111                                          | 0001                                          | 1110                                          | 0010                                          | 1101                                          | 0110                                          | 1111                                          | 0000                                          | 1001                                          | 1010                                          | 0100                                          | 0101                                          | 0011                                          |

Пусть на вход подаются биты "011011". Найдём биты на выходе.
- 1‑й и 6‑й биты на входе равны «01».
- 2‑й, 3‑й, 4‑й и 5‑й биты на входе равны «1101».
- На пересечении строки «01» и столбца «1101» находим ячейку «1001» — значения бит на выходе.

## Аппаратная реализация

Принципиальная схема трёхразрядного s-блока

Аппаратная реализация s‑блока (см. рис.) состоит из следующих устройств:
- дешифратор;
- система коммутаторов;
- шифратор.

Дешифратор — устройство, преобразующее n‑разрядный двоичный сигнал в одноразрядный сигнал по основанию {\displaystyle 2^{n}}.
Например, для s-блока, изображённого на рисунке, дешифратор выполняет преобразование трёхразрядного сигнала ({\displaystyle n=3}) в восьмиразрядный ({\displaystyle 2^{3}=8}).
Система коммутаторов — внутренние соединения, выполняющие перестановку бит. Если m=n, количество соединений равно {\displaystyle 2^{n}}. Каждый входной бит отображается в выходной бит, расположенный в том же или ином разряде. Если число входов n и выходов m не равно, от каждого выхода дешифратора может идти ноль, одно, два или более соединений. Это же справедливо и для входов шифратора.
Для s-блока, изображённого на рисунке, {\displaystyle n=m=3}, число соединений равно {\displaystyle 2^{n}=2^{3}=8}.
Шифратор — устройство, переводящее сигнал из одноразрядного {\displaystyle 2^{n}}-ричного в n‑разрядный двоичный.
Для s‑блока, изображённого на рисунке, можно составить следующую таблицу замен (таблицу подстановок).
| | 0        | 1        | 2        | 3        | 4        | 5        | 6        | 7        |
| --- | -------- | -------- | -------- | -------- | -------- | -------- | -------- | -------- |
| Значение на входе дешифратора                                                                                       | 0002=010 | 0012=110 | 0102=210 | 0112=310 | 1002=410 | 1012=510 | 1102=610 | 1112=710 |
| Номер выхода дешифратора (по рисунку), на котором установлено значение 1 (на других выходах установлено значение 0) | 0        | 1        | 2        | 3        | 4        | 5        | 6        | 7        |
| Номер входа шифратора (по рисунку), на котором установлено значение 1 (на других входах установлено значение 0)     | 3        | 0        | 1        | 4        | 6        | 7        | 2        | 5        |
| Значение на выходе шифратора                                                                                        | 0112=310 | 0002=010 | 0012=110 | 1002=410 | 1102=610 | 1112=710 | 0102=210 | 1012=510 |

Пример. Пусть на входы шифратора, изображённого на рисунке, подаётся число 1102 (см. рисунок). Так как десятичное представление двоичного числа 1102 равно 610, на 6‑м выходе шифратора будет значение 1, а на других выходах — значение 0 (см. рисунок). С помощью системы коммутаторов значение 1 будет передано на 2‑й вход дешифратора (перестановка бит). Так как двоичное представление десятичного числа 210 равно 0102, на выходах дешифратора будет число 0102 (см. рисунок).

## Применение
S-блоки используются в блочных шифрах при выполнении симметричного шифрования для сокрытия статистической связи между открытым текстом и шифротекстом.
Анализ n-разрядного s-блока при большом n крайне сложен, однако реализовать такой блок на практике очень сложно, так как число возможных соединений велико ({\displaystyle 2^{n}}). На практике «блок подстановок» используется как элемент более сложных систем.
S-блоки используются в следующих шифрах:
- AES (англ. advanced encryption standard) — шифр, являющийся стандартным на территории США;
- ГОСТ 28147-89 — отечественный стандарт шифрования данных;
- DES (англ. data encryption standard) — шифр, являвшийся стандартным на территории США до принятия AES;
- Blowfish;
- Twofish.

## Безопасность
При проектировании s‑блока особое внимание следует уделять составлению «таблицы подстановок». Многие годы исследователи искали закладки (уязвимости, известные только создателям) в таблицах подстановок восьми s‑блоков шифра DES. Авторы DES рассказали о том, чем руководствовались при составлении таблиц подстановок. Результаты дифференциального криптоанализа шифра DES показали, что числа в таблицах подстановок были тщательно подобраны так, чтобы увеличить стойкость DES к определённым видам атак. Бихам и Шамир обнаружили, что даже небольшие изменения в таблицах могут значительно ослабить DES.